# Fedorivka, Krasîliv
Fedorivka (în ucraineană Федорівка) este un sat în comuna Ledeanka din raionul Krasîliv, regiunea Hmelnîțkîi, Ucraina.

## Demografie
Componența lingvistică a localității Fedorivka
     Ucraineană (99,57%)
     Alte limbi (0,43%)
Conform recensământului din 2001, majoritatea populației localității Fedorivka era vorbitoare de ucraineană (99,57%), existând în minoritate și vorbitori de alte limbi.